# Victorio D'Alessandro
Victorio Lucas D’Alessandro (Buenos Aires, 11 de mayo de 1984), conocido artísticamente como Vico D'Alessandro, es un actor, modelo y abogado argentino. Es conocido por haber interpretado el papel de Luca Franccini en la telenovela juvenil Casi ángeles.

## Biografía
Victorio creció en el barrio porteño de Villa Urquiza siendo el mediano de tres hermanos. A los 14 años empezó a estudiar teatro y al mismo tiempo jugaba en las inferiores de Argentinos Juniors. A los 18 decidió seguir hacia el mundo de la actuación. Empezó haciendo teatro under. Una obra muy especial para él fue Fantasía especial, en la que actuó con su padre y hacía de ardilla.

## Carrera
Comenzó realizando diversas publicidades tanto para la Argentina, como para el exterior. Fue modelo de la agencia RV Models y de la marca Bross. Interpretó a distintos personajes en tiras como Mi cuñado, Floricienta, Alma pirata y Son de Fierro.
En 2008 lo convocaron para integrarse al elenco de la segunda temporada de la telenovela juvenil Casi ángeles (Telefe), producida por Cris Morena Group y RGB Entertainment y protagonizada por Emilia Attias y Nicolás Vázquez. En ella interpretó al personaje de Luca Franccini, hasta la última temporada en 2010. Junto al elenco hizo funciones en el Teatro Gran Rex de Buenos Aires, y también una gira por el interior del país y en el exterior. En 2009 se recibió de abogado en el Instituto Universitario de la Policía Federal Argentina.
En 2011 fue convocado para pertenecer a Herederos de una venganza, ficción de Pol-ka protagonizada por Luciano Castro y Romina Gaetani. Su personaje fue Miguel Morán, un peón golondrina, mejor amigo y mano derecha de Lucas (Marco Antonio Caponi) que está con Lola, (Florencia Torrente). En esta tira se luce como actor representando tanto una historia heterosexual y en paralelo otra homosexual con Cosme (Sergio Surraco). Además de estar en las grabaciones de Herederos protagoniza Qué bueno que estés acá, una obra teatral en la calle Corrientes encarnando a Pedro junto a Dalma Maradona. 
En 2012 continúa en Pol-ka integrando el elenco de la segunda temporada de Los Únicos, protagonizada por Nicolás Cabré, Nicolás Vázquez y Emilia Attias. Su personaje es Ciro Funes, un agente secreto de una unidad especial que tiene el don de la invisibilidad, irrompible y piel de elefante. Este personaje vive un triángulo amoroso con Keira (Brenda Asnicar) y Sofía (Eugenia Suárez).
Asimismo rodó una participación en la primera película grabada en 3D en la Argentina, La pelea de mi vida, protagonizada por Mariano Martínez y Federico Amador. Fue integrante del elenco de Sos mi hombre, la tira de Pol-ka protagonizada por Luciano Castro y Celeste Cid. Su personaje es Rafael, un joven boxeador hijo del personaje del Puma Goity y muy cercano a Ringo (Luciano Castro). En 2014 formó parte del elenco de la telenovela Mis amigos de siempre, también de Pol-ka Producciones, en el personaje de Guido.
En 2015 integró el elenco de la telenovela Noche y día, protagonizada por Facundo Arana y Romina Gaetani en El Trece.
En 2016 interpreta a Cosme en la serie Círculos de América TV que se emitía los sábados por la noche. Su personaje es el hermano de Hugo Arana, el protagonista de la serie, en los constantes flashbacks al pasado que tiene la historia. 
En 2017 interpreta uno de los papeles principales en la primera temporada de la serie juvenil Heidi, bienvenida a casa, producida por Nickelodeon Latinoamérica. En esta historia, encarna a "Toro", un joven apasionado y amante de la música que lucha por su libertad y por vivir de lo que ama. En junio de este mismo año, participó de la versión teatral de "Heidi, Bienvenida a casa" en el Teatro Astral de la ciudad de Buenos Aires.
En el mismo año se incorpora a la obra teatral "Lo Prohibido", producida por RGB Entertainment y dirigida por Betty Gambartes y Diego Vila en el Teatro Apolo de la Calle Corrientes. Interpreta el papel de "Roly" y comparte elenco con Juan Darthés y Alejandra Radano. También llega en el mismo año a Telefe, para grabar la nueva novela producida por Enrique Estevanez, "Golpe al corazón", en el cual es uno de los coprotagonistas e interpreta a Santiago, un radiólogo, que tiene un romance con Lucrecia (María del Cerro).

## Filmografía

### Cine
| Año  | Título                  | Personaje | Notas        |
| ---- | ----------------------- | --------- | ------------ |
| 2012 | La pelea de mi vida     | Farra     |              |
| 2018 | Los olvidados           | Nacho     |              |
| 2018 | Solo el amor            | Dany      |              |
| 2019 | 4 metros                | Joaco     |              |
| 2021 | Existir                 | Renzo     |              |
| 2022 | Encintados              | Ramiro    |              |
| 2022 | Los inquilinos          | Mariano   | Cortometraje |
| 2023 | O+                      | Manny     |              |
| 2024 | El nuevo novio de Lucía | Santiago  |              |

### Televisión
| Año       | Título                    | Personaje                         | Notas         |
| --------- | ------------------------- | --------------------------------- | ------------- |
| 2005      | Floricienta               | Fabián Kaper                      | Temporada 2   |
| 2007-2008 | Son de Fierro             | Guillermo Díaz                    |               |
| 2008–2010 | Casi ángeles              | Luca Franccini                    | Temporada 2-4 |
| 2011-2012 | Herederos de una venganza | Miguel Morán                      |               |
| 2011-2012 | Los Únicos                | Ciro Funes                        |               |
| 2012–2013 | Sos mi hombre             | Rafael Medina / Rafael Villar     |               |
| 2013-2014 | Mis amigos de siempre     | Guido Alarcón                     |               |
| 2014–2015 | Noche y día               | Joaquín Agüero                    |               |
| 2016      | Círculos                  | Cosme Ibarburen                   |               |
| 2017      | Heidi, bienvenida a casa  | Toribio "Toro" García Le Blanc    | Temporada 1   |
| 2017–2018 | Golpe al corazón          | Dr. Santiago López Palacio Medina |               |
| 2018      | Cien días para enamorarse | Sandro "Machete" González         |               |
| 2019      | Secreto bien guardado     | Marthin Müller                    |               |
| 2019      | Derecho viejo             | Tomás Kraus                       |               |
| 2020      | Separadas                 | Nicolás Alonso                    |               |
| 2020      | Desenfrenadas             | Tobías                            |               |
| 2021      | Studio T25                | Victorio                          |               |
| 2022      | El hincha                 | Rodrigo Arias                     |               |
| 2022      | Cuba Libre                | Comandante René Vallejo           |               |
| 2023      | Black Sunday              | Sumo                              |               |
| 2024      | Cris Miró (Ella)          | Federico Robles                   |               |

### Web
| Año  | Título | Personaje | Notas                        |
| ---- | ------ | --------- | ---------------------------- |
| 2024 | Somos  | Martín    | Episodio: «Tres días al año» |

## Teatro
| Año       | Título                                | Personaje                      | Dirección                    |
| --------- | ------------------------------------- | ------------------------------ | ---------------------------- |
| 2008-2010 | Casi ángeles                          | Luca Franccini                 | Cris Morena                  |
| 2011      | Qué bueno que estés acá               | Pedro                          | Ezequiel Tronconi            |
| 2013      | El diario del peludo                  | Canillita                      | Gonzalo Demaría              |
| 2014      | Los locos Grimaldi                    | Luca                           | Atilio Veronelli             |
| 2015      | Sangre gringa, en petit hotel porteño | Joven inmigrante italiano      | Alejandro Ullúa              |
| 2015      | El diario del peludo                  | Canillita                      | Gonzalo Demaría              |
| 2016      | Filomena Marturano                    | Hijo de Filomena               | Helena Tritek                |
| 2017      | The Rocky Horror Show                 | Criminólogo                    | Andie Say                    |
| 2017      | Heidi, bienvenida a casa              | Toribio "Toro" García Le Blanc | Jorge Montero                |
| 2017      | Lo prohibido                          | Roly                           | Betty Gambartes y Diego Vila |
| 2017      | El diario del peludo                  | Canillita                      | Gonzalo Demaría              |
| 2018      | Dulce pájaro de juventud              | Tom Jr.                        | Oscar Barney Finn            |
| 2018-2019 | Sugar                                 | Violeta                        | Arturo Puig                  |
| 2019      | El diario del peludo                  | Canillita                      | Gonzalo Demaría              |
| 2019-2020 | Constelaciones                        | Rodrigo                        | Teresa Costantini            |

## Premios y nominaciones
| Año  | Premio                                    | Categoría                              | Trabajo nominado                      | Resultado |
| ---- | ----------------------------------------- | -------------------------------------- | ------------------------------------- | --------- |
| 2015 | Premios ACE                               | Mejor revelación masculina             | Sangre gringa, en petit hotel porteño | Nominado  |
| 2017 | Nickelodeon Kids' Choice Awards Argentina | Ship Nick (compartido con Vicky Ramos) | Heidi, bienvenida a casa              | Nominado  |
| 2017 | Nickelodeon Kids' Choice Awards Argentina | Chico Trendy                           | Él mismo                              | Nominado  |
| 2017 | Premios Notirey                           | Mejor actor protagonista en musical    | Lo prohibido                          | Ganador   |